# 南雲道夫
南雲 道夫（なぐも みちお、1905年5月7日 - 1995年2月6日）は、日本の数学者。理学博士（論文博士・1937年）。大阪大学名誉教授。解析学の分野で多くの独創的な業績がある。

## 経歴
山形県 旧米沢藩士族、弁護士 南雲庄之助の長男として1905年5月に東京市で生まれる。1928年、東京帝国大学理学部数学科卒業。その後、2年間大学院で偏微分方程式論の研究を続け、優れた論文を書いた。九州帝国大学、広島文理科大学の講師を経て、1932年にドイツのゲッティンゲン大学に2年間留学。1934年3月に帰国し、大阪帝国大学講師。1934年9月、同助教授。1936年、同教授。1937年、理学博士。
1966年定年退官と同時に上智大学数学科教授。教え子に秋山仁がいる。1976年3月、上智大学定年退職。
1995年2月6日、急性肺炎のため東京都小金井市の病院で逝去、89歳。葬儀と告別式は同月9日午後1時から同市内の教会で行われ喪主は長男が務めた。
妻は、南雲の指導教員であった吉江琢児の次女まき。

## 論文
- 目録